# Шекербекова, Жайна Курмангалиевна
Жайна Курмангалиевна Шекербекова (каз. Жайна Шекербекова; род. 17 декабря 1989 года) — казахстанская спортсменка (женский бокс).

## Карьера
Тренируется в Шымкенте (тренер — Виктор Ничай). Первым крупным стартом для Жайны была Азиада-2009, где Жайна оказалась в шаге от пьедестала.
Чемпионка Казахстана (2013, 2014). В 2013 году выиграла международный турнир памяти Феликса Штамма (Польша).
Чемпионка Азии (2010). Серебряный призёр летних Азиатских игр (2014).
Бронзовый призёр чемпионата мира 2016 года. Завоёванная награда обеспечила Жайну лицензией на Олимпиаду — 2016. Участвуя в Олимпийских играх в Рио-де-Жанейро, Жайна в четвертьфинале выступила француженке Саре Урамун, чемпионке мира 2008 года. Казахстанка не смогла оказать достойного сопротивления, и выбыла из борьбы.
На чемпионате Казахстана 2017 года в финале уступила Назым Кызайбай и не вошла в состав сборной Казахстана для подготовки к чемпионату Азии 2017 года во Вьетнаме.
Мастер спорта Республики Казахстан международного класса.
На 10-м чемпионате мира по боксу среди женщин в Индии, в финальном поединке, 24 ноября 2018 года, Жайна встретилась с корейской спортсменкой Пан Чхоль Ми, уступила ей 0:5 и завершила выступление на втором месте, завоевав серебряную медаль.